# Pomeni imen asteroidov: 61001–62000
Pregled pomenov imen asteroidov (malih planetov) od številke 61001 do 62000, ki jim je Središče za male planete dodelilo številko in so pozneje dobili tudi uradno ime  v skladu z dogovorjenim načinom imenovanja. Pregled je preverjen z Schmadelovim “Slovarjem imen malih planetov” (“Dictionary of Minor Planet Names”). 
Pregled pojasnjuje izvor oziroma pomen imen asteroidov, ki ga je priznala Mednarodna astronomska zveza (IAU). Nekateri asteroidi imajo imajo dodatno pojasnilo o izvoru imena, ki pa vedno ni popolnoma zanesljivo (oznaka “†” ali “‡“). 
| Ime                  | Začasna oznaka | Izvor imena |
| 60001–60100          | 60001–60100    | 60001–60100 |
| 61001–61100          | 61001–61100    | 61001–61100 |
| 61101–61200          | 61101–61200    | 61101–61200 |
| -------------------- | -------------- | --- |
| 61190 Johnschutt     | 2000 NF29      | John Schutt (rojen 1948), ameriški hribolazec in član vsakoletnega programa Iskanja meteoritov na Antarktiki (Antarctic Search for Meteorites ali ANSMET) † Arhivirano 2007-09-27 na Wayback Machine. |
| 61195 Martinoli      | 2000 OU2       | Piero Martinoli, švicarski profesor fizike in vodja skupine za raziskavo superprevodnost na Univerzi v Neuchâtelu † ‡                                                                                 |
| 61201–61300          |                | |
| 61208 Stonařov       | 2000 OD8       | mesto Stonařov, Moravska, Češka (v nemščini je to Stannern), kjer je 22. maja leta 1808 padel meteorit tipa evkrit, imenovanje ob 200. obletnici padca †                                              |
| 61301–61400          |                | |
| 61342 Lovejoy        | 2000 PJ3       | Terry Lovejoy, avstralski ljubiteljski astronom in odkritelj kometa † |
| 61384 Arturoromer    | 2000 QW        | Arturo Romer, predstojnik italijansko- švicarske zveze za elektriko (Association Elettricità della Svizzera Italiana )† ‡                                                                             |
| 61386 Namikoshi      | 2000 QT1       | Tokujiro Namikoshi, japonski ustanovitelj terapije šijacu (masaža s palci) † |
| 61400 Voxandreae     | 2000 QM6       | latinska beseda za "Glas Andreja", v spomin na Andreaja Demana, ameriškega voditelja v planetariju Astronomske zveze Von Braun (Von Braun Astronomical Society) v Huntsvillu, Alabama †               |
| 61401–61500          |                | |
| 61401 Schiff         | 2000 QQ6       | Leonard Isaac Schiff, ameriški teoretski fizik, njegove ideje so vodile do Težnostnega poskusa B (Gravity Probe B ali GP-B ) †                                                                        |
| 61402 Franciseveritt | 2000 QS6       | Francis Everitt, ameriški fizik, vodilni raziskovalec v Težnostnem poskusu B (Gravity Probe B ali GP-B ) †                                                                                            |
| 61404 Očenášek       | 2000 QM9       | Ludvík Očenášek, češki začetnik letalstva in raketne tehnike † ‡ † |
| 61501–61600          |                | |
| 61601–61700          |                | |
| 61701–61800          |                | |
| 61801–61900          |                | |
| 61901–62000          |                | |
| 61912 Storrs         | 2000 QC247     | Alex Storrs, ameriški astronom in profesor na Državni univerzi Towson, soodkritelj naravnih satelitov asteroidov 87 Silvija, 107 Kamila in nekaterih drugih †                                         |
| 61913 Lanning        | 2000 QJ248     | Howard Lanning, ameriški astronom † |

| Predhodnik: 60001–61000 | Pomeni imen asteroidov Seznam asteroidov (61001-61250) Seznam asteroidov (61251-61500) Seznam asteroidov (61501-61750) Seznam asteroidov (61751-62000) | Naslednik: 62001–63000 |